# Xã Franklin, Quận Ripley, Indiana
Xã Franklin (tiếng Anh: Franklin Township) là một xã thuộc quận Ripley, tiểu bang Indiana, Hoa Kỳ. Năm 2010, dân số của xã này là 3.773 người.